# Wortbildung
Die Wortbildung ist ein Gegenstandsbereich der Grammatik und bildet eine der zwei Hauptabteilungen der linguistischen Morphologie (neben der Flexion als Bildung von Wortformen). Als Wortbildung werden sprachliche Verfahren bezeichnet, mit denen neue Wörter (Lexeme) auf der Basis schon vorhandener sprachlicher Mittel erzeugt werden. Wortbildung ist neben Bedeutungswandel und Entlehnung eine der wesentlichen Formen der Wortschatzerweiterung. Die vierte Möglichkeit, die Kunstwortbildung (Urschöpfung), ist selten und nur in einigen Bereichen einer Sprache produktiv (z. B. Werbung, Literatur). Als solche handelt es sich um Neologismen (lexikalische Innovationen).
Wortbildung kann aus unterschiedlichen Blickwinkeln betrachtet werden. Man kann sie aus diachronischer oder synchronischer, aus semasiologischer (von der Form zur Bedeutung) oder onomasiologischer (von der Bedeutung zur Form) sowie aus formaler (morphosyntaktischer) oder semantischer Perspektive untersuchen. Es gibt mehr auf das Sprachsystem (langue) bezogene Fragestellungen sowie stärker am Sprachgebrauch (parole) orientierte; hierbei sind in jüngerer Zeit immer mehr Methoden der Quantitativen Linguistik verfügbar geworden.

## Klassifikationsmöglichkeiten
In der Regel wird Wortbildung nach den Verfahrenstypen (siehe unten) klassifiziert, die in einer bestimmten Sprache zur Verfügung stehen, um neue lexikalische Formen zu bilden. Alternativ dazu kann man Wortbildungsverfahren auch danach unterscheiden, wie weit sie konventionalisiert oder wie produktiv sie sind.
Bezüglich der Konventionalität einzelner Wortbildungen kann man die folgenden Eigenschaften unterscheiden:
okkasionellspontan entstandene, kontextabhängige Gelegenheitsbildungen; Bedeutung aus den Bestandteilen herleitbar (etwa Mauermond, Kernvorstellung)
usuellin den festen Wortschatz eingegangene Bildungen; oft demotiviert (etwa Augenblick, Faustregel)
unmöglichsystematisch blockierte Bildungen, meistens durch semantische Regularitäten (etwa *schlafbar, *tischsicher, *fehlergroß), aber auch lexikalisch blockiert (etwa i. a. *Stehler – das aber aus rhetorischen Gründen im Sprichwort „der Hehler ist so schlimm wie der Stehler“ doch gebildet wird).
Jedes neugebildete Wort tritt zunächst okkasionell auf. Im Falle einer Usualisierung wird ein neugebildetes Wort gewöhnlich auf eine seiner Bedeutungen reduziert. Dieser Vorgang wird Lexikalisierung genannt. Es existieren Bereiche, in denen Wortbildung und Flexion sich überlappen, etwa speziell bei der Derivation. Partizipien beispielsweise treten oft usualisiert auf und werden häufig als Derivate angesehen, weniger als Flexionsformen.
Was die Produktivität angeht, gibt es zwei Pole, zwischen denen graduelle Unterscheidungen möglich sind:
produktivdas Wortbildungsverfahren wird in der Gegenwartssprache regelhaft angewendet (etwa -ung, -er, -bar); im Idealfall sind auch die Einschränkungen wiederum regelhaft.
unproduktivdas Wortbildungsverfahren wird in der Gegenwartssprache nicht angewendet, war jedoch in der Vergangenheit produktiv (etwa -t wie in Fahrt oder -de wie in Freude). Eine gewisse Anzahl von Wörtern, die als Produkte der früheren Regeln entstanden, können im gegenwärtigen Wortschatz als Einzelwörter überdauern.
Bei diesen Unterscheidungen geht es aus zwei unterschiedlichen Perspektiven um Konventionalität. Zum einen handelt es sich um die Konventionalität einzelner Wortbildungsprodukte, die okkasionell oder usuell verwendet werden. Zum anderen um Verfahren, die produktiv oder unproduktiv sind. Beide Unterscheidungen legen den Schwerpunkt auf die lexikalische Perspektive und verbinden die synchronische und die diachronische Perspektive. Aus morphologischer und semantischer Perspektive stehen die Verfahren im Vordergrund von Klassifizierungsversuchen.

## Verfahren der Wortbildung
Zu den Verfahren der Wortbildung zählen Affigierung mit Suffigierung, Präfigierung, Infigierung und Zirkumfigierung, die Komposition mit Untergruppen wie Determinativkomposition, Possessivkomposition oder auch kombinierte Verfahren aus Komposition und Suffigierung (Zusammenbildung).

### Das Problem der Übereinzelsprachlichkeit
Die Verfahren der Wortbildung entsprechen einzelsprachlichen Regeln und Konventionen und müssen daher für jede Sprache eigens klassifiziert werden. Darüber hinaus stellt sich jedoch die Frage, ob es übereinzelsprachliche Kategorien der Wortbildung gibt. In diesem Zusammenhang schlagen Grzega (2002, Seite 19) aus onomasiologischer und Paul Gévaudan aus typologischer Perspektive die folgenden abstrakten und übereinzelsprachlichen Kategorien vor:
- grammatische (kategoriale) Veränderung lexikalischer Ausdrücke (etwa deutsch Rennen ← rennen)
- Erweiterung lexikalischer Ausdrücke (etwa täglich ← Tag)
- Kombination lexikalischer Ausdrücke (etwa Haustür ← Tür +Haus)
- Reduktion lexikalischer Ausdrücke (etwa Häme ← hämisch)

### Kategorien der Wortbildung
Die traditionellen Wortbildungsarten sind:
- Konversion – grammatische oder Kategoriale Veränderung wie Wortartwechsel ohne Veränderung der Form
- Derivation – Ableitung durch Erweiterung eines lexikalischen Ausdrucks mit einem Affix
- Komposition – Zusammensetzung oder Kombination lexikalischer Ausdrücke

Einige Arbeiten zur Wortbildung, wie etwa Lipka (1990), gehen davon aus, dass es sich bei der traditionellen Kategorie der Konversion um eine Derivation mit einem sogenannten »Nullaffix« handelt. Dies wird unter anderem mit der Analogie von Bildungen wie engl. clean-ø (Verb) ‚säubern‘ ← engl. clean (Adjektiv) ‚sauber‘ und engl. legal-ize (Verb) ‚legalisieren‘ ← engl. legal (Adjektiv) ‚legal‘ begründet. Die Konsequenz dieser Annahme ist, dass die Kategorie der Konversion verschwindet und die betroffenen Fälle von Wortbildung als Derivationen klassifiziert werden. Lipka spricht in diesem Zusammenhang von »zero-derivation«.
Weniger beachtete Wortbildungsarten:
- Rückbildung
- Zusammenbildung
- Kurzwortbildung (Kürzungen)
- Wortkreuzung (Kofferwort, Wortmischung, Wortverschmelzung, Amalgamierung, Kontamination) – dabei handelt es sich um die Kombination von Wortfragmenten, etwa Besserwessi ← Besserwisser + Wessi „Westler“ (Berlinerisch und Ostdeutsch)

Nicht zur Wortbildung gehören:
- Ellipse – syntaktisches Verfahren
- Wortstammkürzung (Prokope, Apokope) – phonologisches Verfahren
- Kunstwortbildung (nicht über reguläre Wortbildung entstandene Wörter bzw. mit neuen Wurzeln)

Einige Verfahren der Wortbildung, die den obengenannten Kategorien unterzuordnen sind, werden zuweilen als eigene Verfahren genannt:
- Sogenannte formikonische Wörter wie O-Beine stellen eine ganz eigene Variante der Kombination lexikalischer Ausdrücke dar, bei der eine Konstituente des Kompositums ikonisch auf eine bestimmte Eigenschaft verweist. Die ikonische Repräsentation ist ein semantisches Verfahren, das zum morphosyntaktischen Verfahren der Wortbildung hinzukommt. Auffällig ist, dass ein einzelner Buchstabe dabei als Konstituente eines Kompositums, also als (metasprachliches) Wort fungiert (vgl. den Satz „sie sehen aus wie ein O“, wo O als Substantiv fungiert).
- Reduplikation ist ein phonologisches Verfahren, wenn Lautsequenzen, z. B. Silben, verdoppelt werden (Wauwau, Pipi). Es ist ein morphologisches Verfahren bei der Verdopplung von Morphemen, die auch leicht abgewandelt werden können (Reduplikativkomposition) wie bei Kuddelmuddel, Wirrwarr.[6]

Paul Gévaudan zeigt 2007, dass die morphosyntaktischen Verfahren der Wortbildung grundsätzlich auch mit Verfahren der semantischen Innovation und der Entlehnung kombinierbar sind.

### Wortbildung und lexikalische Innovation
Neologismen bzw. lexikalische Innovationen sind neue Wörter, die durch Wortbildung, Bedeutungsänderung, Fremdwortübernahme oder Kunstwortbildung entstehen. Das heißt, Wortbildung ist ein Weg, um neue Wörter zu schaffen. Ein anderes Verfahren ist die Kunstwortbildung, durch die neue Wurzeln entstehen (Mum, Kodak, Elmex, Urmel). Sie gehört nicht zur Wortbildung. Eine Motivation, solche neuen Wurzeln zu formen, ist Onomatopoesie (Lautmalerei, Lautnachahmung): Hier entstehen neue Formen aus vermeintlicher Lautnachahmung (etwa Kuckuck ← [kukuk]). Nicht in den Bereich der Wortbildung gehören
- Kontraktion (Zusammenziehung): Hierbei handelt es sich um ein morphosyntaktisches Verfahren, das ohne lexikalische Auswirkungen bleiben kann.
- Phono-semantische Angleichung: Ein getarntes Entlehnen, bei dem ein Fremdwort mit einer phonetisch und semantisch ähnlichen, bereits existenten autochthonen Wurzel oder einem solchen Wort abgestimmt wird.[8]

## Einheiten der Wortbildung
Die Einheiten der Wortbildung sind Morpheme. Dazu gehören
KonfixKonfixe sind gebundene lexikalische Morpheme: ident-, geo-, dog-, thermo-, bio-, -phil. Konfixe sind vor allem entlehnte Einheiten. Aber auch solche einheimischen Einheiten wie stief-, schwieger- und zimper- werden als Konfixe bezeichnet.
WortbildungsaffixWortbildungsaffixe (auch: Derivateme genannt) sind im Gegensatz zu Wörtern gebunden und im Gegensatz zu Wörtern und Konfixen nicht basisfähig, d. h. Affixe können nicht mit sich selbst Wörter bilden: mutig, ermutigen. Die Wortbildungsaffixe werden ihrer Stellung entsprechend in Präfixe (un-, 'ur-), Suffixe (-heit, -lich) und Zirkumfixe (ge-…-e in Gerede) gegliedert.
FugenelementZwischen segmentierbaren Einheiten befindet sich eine Fuge, sie wird mitunter durch ein Fugenelement ausgefüllt: Hochzeit-s-torte, Therm-o-meter.
AffixoideAffixoide sehen aus wie Wörter, verhalten sich aber wie Affixe. Sie treten vorn an ein Nomen oder Adjektiv und haben eine verstärkende, intensivierende Funktion, meist stilistisch-emotional (Präfixoide: Affentheater, Bombenstimmung, Sauwut, saumüde, schweineteuer), teilweise lediglich steigernd (Hauptmahlzeit, übereifrig, hochmodern). In dieser Bedeutung kommen sie nur gebunden vor. Sie unterscheiden sich von Komposita aufgrund dieser    Semantik und weil sie den Wortakzent verlieren, gleichzeitig aber reihenbildend auftreten. Sie treten hinten an ein Nomen mit meist kollektiver Bedeutung (Suffixoide: Ölzeug, Flechtwerk, Fachkraft) oder an ein Adjektiv (salzarm, scheinfrei, familienfreundlich). Sie befinden sich im Zwischenbereich von Derivation und Komposition.
Unikale EinheitEhemalige Wörter (etwa lind ‚Schlange‘) sind als selbstständige Einheiten veraltet oder kommen nicht mehr vor. Sie treten aber noch gebunden an eine einzige bestimmte andere Einheit in Komposita oder expliziten Derivaten auf: Lindwurm, Schornstein, Himbeere.

## Ursachen der Wortbildung
Die Erweiterung des Wortschatzes verlangt nach der Bildung von neuen Wörtern (Neologismen). Die Gründe dafür können mannigfaltiger Natur sein.

### Hauptgründe
- Benennungsbedürfnis, d. h. das Erfordernis, Bezeichnungslücken zu schließen
- Notwendigkeit, ein neues sprachliches Zeichen zu schaffen (Nähmaschine, Umweltschutz)
- Sprachkulturelle Ursachen als Ausgangspunkt der Wortbildung: fragen – Frage, Frager, Fragerei, be-, er-, aus-, hinterfragen, fraglich, fraglos
- Flexionslücken auffüllen: Schnee – Schneemassen, Kaffee – Kaffeesorten, Eltern – Elternteil
- Eindeutigkeit schaffen: Feder – Vogelfeder, Schreibfeder, Sprungfeder

### Spezifische Gründe
- Bedürfnis, vorhandene Bezeichnungen zu ersetzen und zu ergänzen.

### Pragmatische Gründe
- Wandel von Fremdarbeiter → Gastarbeiter → Menschen mit Migrationshintergrund oder auch Altersheim → Feierabendheim → Seniorenheim

### Sprachökonomie
Vor allem Wörter mit drei oder vier Silben werden oft gekürzt, wenn sie im sozialen Umfeld oder am Arbeitsplatz häufig gebraucht werden.
- Familiär: Johannes – Hans, Elisabeth – Lisi
- Schule: Hausaufgaben – Ufzgi, Computer – Compi
- Umgangssprachlich: Operationssaal – OP, Universität – Uni

### Expressivität und Ausdrucksstärke
- sauber → blitzsauber, reaktionär → erzreaktionär.

### Subjektive Ursachen
- gezieltes Einsetzen in der Werbung: Schmusewolle, Superaufprallschutz, megasauber.
- Bestreben, eine soziale Umwertung zu erreichen: Fremdarbeiter vs. Gastarbeiter, Raumpfleger vs. Putzfrau